# جوانمرد (بوکان)
جوانمرد یک روستا از توابع دهستان بهی دهبکری بخش سیمینه شهرستان بوکان در استان آذربایجان غربی است. جمعیت این روستا بر اساس آمار سال ۱۳۹۵ برابر با ۶۴۶ نفر می‌باشد.